# Yehezkel Kaufmann

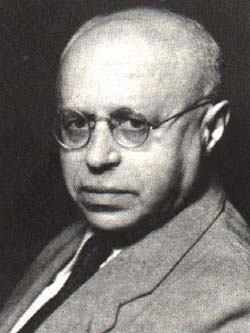
Jechezkel Kaufmann

Yehezkel Kaufmann, hebräisch יְחֶזְקֵאל קוֹיְפְמַן Jəchesqel Koifman und jiddisch חזקאל קויפמאַן Chazkel Koyfman (geb. 17. Dezember 1889 greg. in Dunajiwzi, Russisches Kaiserreich; gest. 9. Oktober 1963 in Jerusalem) war ein israelischer Religionsphilosoph und Bibelwissenschaftler.

## Leben und Lehre
Geboren als Sohn des Händlers Mordechai Nachum Koifmann (der Name der Mutter ist nicht bekannt), wuchs Yehezkel Kaufmann in ärmlichen Verhältnissen auf. Da seine Hochbegabung früh erkannt wurde, erhielt er trotzdem Privatunterricht.
1907 begab sich Kaufmann zum Talmudstudium an die Jeschiva von Chaim Tschernowitz nach Odessa, die auch Chaim Nachman Bialik besuchte und die Impulse der jüdischen Aufklärung mit traditioneller Bildung verband. Ein Studium an Baron David Günzburgs Akademie für Jüdische und Orientalische Studien in Sankt Petersburg schloss sich an. Ein Studienkollege jener Zeit war Zalman Shazar, später Ministerpräsident Israels. 1914 war Kaufmann dann zum Philosophiestudium in Bern, das er mit einer Promotion über Kant (bei Richard Herbertz) abschloss. Es ging Kaufmann nicht in erster Linie um Philosophie, sondern um Zugang zur akademischen Welt Westeuropas. Mit seinem Mentor Tschernowitz arbeitete er an einer Edition des Talmud. Die in der protestantischen Bibelwissenschaft dominierende Neuere Urkundenhypothese wurde in Bern von Karl Marti vertreten, zu dessen Hörern auch jüdische Studenten, spätere Rabbiner, gehörten. Zu diesem Kreis gehörte auch Kaufmann.
Von 1920 bis zu seiner Auswanderung in das damalige britische Mandatsgebiet Palästina (1928) lebte Kaufmann in Berlin.
Nach seiner Übersiedlung nach Palästina unterrichtete Kaufmann rund 20 Jahre hindurch an der Realschule in Haifa, ehe er eine Berufung auf einen Lehrstuhl an der Hebräischen Universität Jerusalem erhielt. Von 1949 bis 1957 war er Professor für Bibelwissenschaften.
Kaufmann, der seine Hauptwerke auf Neuhebräisch verfasste, gilt als der wichtigste jüdische Bibelwissenschaftler des 20. Jahrhunderts:
- Das 1929–1930 erschienene vierbändige Werk גולה ונכר (translit. Gola weNechar / „Exil und Entfremdung“) ist eine Studie über die Geschichte des jüdischen Volkes von der Antike bis in die Moderne. Im Gegensatz zu zeitgenössischen nationalistischen Erklärungsansätzen, etwa durch Achad Ha'am, sah Kaufmann im Monotheismus die Besonderheit des Judentums.
- In dem achtbändigen Werk תולדות האמונה הישראלית (Toledot haʾEmuna haJisrəʾelīt / „Geschichte der israelitischen Religion“) stellte Kaufmann die israelitische Religionsgeschichte von den Anfängen bis zur Zerstörung des Zweiten Tempels (70 n. Chr.) dar. Der Hauptgedanke hierbei ist, dass der Monotheismus keine späte Entwicklung der israelitischen Religion sei, sondern schon früh und im Gegensatz zur paganen Umwelt in Erscheinung getreten sei. Der Pentateuch und insbesondere die Priesterschrift geben laut Kaufmann ein getreues Bild des vorexilischen Israel, sie seien im Wesentlichen in der frühen Königszeit, wenn nicht noch früher entstanden.[6]

Kaufmanns Frühdatierung der Priesterschrift war nicht kompatibel mit den Grundannahmen der Neueren Urkundenhypothese. Daher wurden Kaufmann und seine akademischen Schüler in der deutschsprachigen historisch-kritischen Bibelwissenschaft teils nicht rezipiert, teils als fundamentalistisch eingeordnet. Hier setzte in den 1990er Jahren ein Umdenken ein.
Wichtige akademische Schüler Kaufmanns in Israel sind Moshe Greenberg, Menachem Haran, Israel Knohl und Baruch Schwartz, in den Vereinigten Staaten Jacob Milgrom.

## Ehrungen
- 1956 Bialik-Preis.
- 1958 Israel-Preis in der Sektion Bibelwissenschaften.
- 1961 Bublik-Preis.

## Veröffentlichungen (Auswahl)
- (unter Namensschreibung Jesekiel Kaufmann) Eine Abhandlung über den zureichenden Grund: Erster Teil: Der logische Grund, Berlin: Ebering, 1920, zugl. Bern, Univ., Diss., 1920/21
- Probleme der israelitisch-jüdischen Religionsgeschichte I. In: Zeitschrift für die Alttestamentliche Wissenschaft, 48 (1930), S. 23–43.
- Probleme der israelitisch-jüdischen Religionsgeschichte II. In: Zeitschrift für die Alttestamentliche Wissenschaft, 51 (1933), S. 35–47.
- בְּחֶבְלֵי הַזְּמָן: קוֹבֶץ מֶחְקָרִים וּמַאֲמָרִים בִּשְׁאֲלוֹת הָהֹוֶה (Be-ḥevlej ha-zəman: Qōvets meḥqarīm ū-maʾamarīm bi-schəʾelōt ha-howeh, „In den Schmerzen der Zeit: Sammlung von Studien und Artikeln zu Fragen der Gegenwart“), Tel Aviv: דְּבִיר, 5696Jüd. Kal. (28. September 1935 – 16. September 1936) / 1936Greg. Kal.
- The Bible and Mythological Polytheism. In: Journal of Biblical Literature 70 (1951), S. 179–197.
- Der Kalender und das Alter des Priesterkodex. In: Vetus Testamentum 4 (1954), S. 307–313.
- Christianity and Judaism: two covenants. 2. Auflage, Magnes, Jerusalem 1986. ISBN 965-223-694-2.
- The religion of Israel: from its beginnings to the Babylonian exile. Von Moshe Greenberg gekürzte und übersetzte Fassung. Sefer Ve Sefel Pub., Jerusalem 2003.